# Triángulo de Bonwill

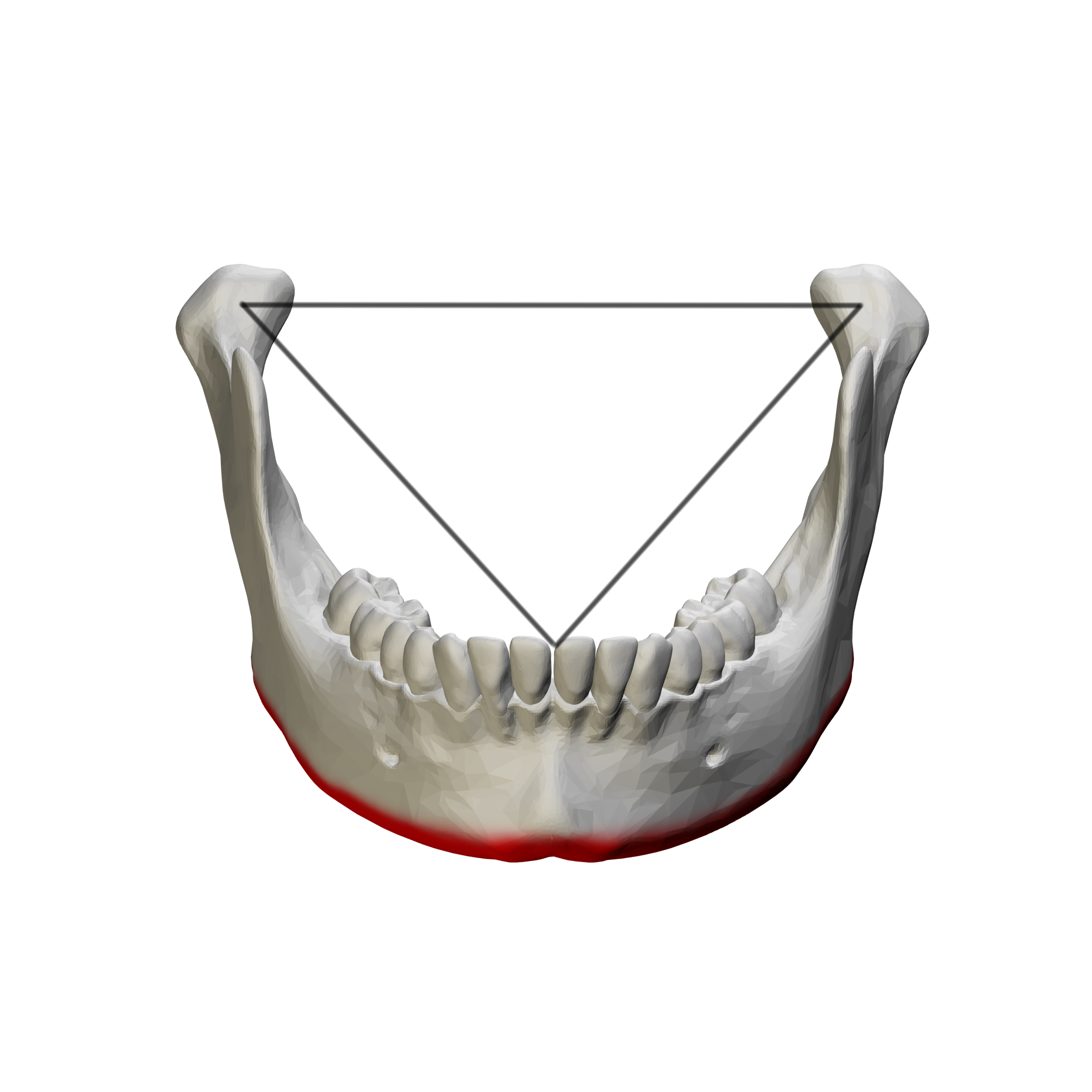
Triángulo de Bonwill

El triángulo de Bonwill es un triángulo formado por el punto de contacto de los incisivos centrales mandibulares y los cóndilos mandibulares derecho e izquierdo. Es una de las bases para el estudio de la oclusión temporomandibular.

## Descripción
La distancia entre esos puntos es igual en la mayoría de los seres humanos y asciende por término medio a unos 10 cm. El triángulo es, por tanto, un triángulo equilátero entre los centros de los cóndilos y las áreas de contacto mesial de los incisivos centrales mandibulares. William Gibson Arlington Bonwill (1833-1899) fue el primero en describirlo.
Se han descrito dos variantes del Triángulo de Bonwill que difieren en la localización exacta de los puntos en los cóndilos. En una, los puntos están situados en las superficies de articulación de los cóndilos, mientras que en la otra están situados en el centro de las cabezas de la mandíbula.

## Aplicación
En términos de aplicación práctica, el Triángulo de Bonwill se utiliza en la construcción y correcta aplicación de articuladores fijos, que (a diferencia de los articuladores totalmente ajustables y semiajustables) son un tipo de articulador que no permite ajustes para imitar los movimientos específicos de la mandíbula de un individuo. En su lugar, estos articuladores están diseñados para replicar los movimientos medios de la mandíbula, y entre otros se utiliza la relación del Triángulo de Bonwill para conseguir este resultado.